# Wien (Wisconsin)
Wien ist eine Siedlung auf gemeindefreiem Gebiet im Marathon County im US-amerikanischen Bundesstaat Wisconsin. 
Wien ist der Bestandteil der Metropolitan Statistical Area Wausau, die sich mit dem Marathon County deckt.

## Geografie
Wien liegt im nördlichen Zentrum Wisconsins, rund 30 km westlich des in den Mississippi mündenden Wisconsin River. Die geografischen Koordinaten von Wien sind 44°54'07" nördlicher Breite und 90°01'28" westlicher Länge. Die Siedlung bildet das Zentrum der Town of Wien, einer Verwaltungseinheit des Marathon County. 
Nachbarorte von Wien sind Edgar (7,6 km nordöstlich), Fenwood (4,7 km südlich), Stratford (15,5 km südsüdwestlich), Colby (23,7 km westlich) und Athens (19,2 km nordnordwestlich).
Die nächstgelegenen größeren Städte sind Wausau (37 km östlich), Green Bay am Michigansee (178 km ostsüdöstlich), Appleton (181 km südöstlich), Wisconsins größte Stadt Milwaukee (318 km in der gleichen Richtung), Wisconsins Hauptstadt Madison (246 km südsüdöstlich), La Crosse am Mississippi (201 km südwestlich), Eau Claire (133 km westlich), die Twin Cities in Minnesota (255 km in der gleichen Richtung) und Duluth am Oberen See in Minnesota (342 km nordwestlich).

## Verkehr
Der Wisconsin State Highway 29 verläuft in West-Ost-Richtung am Nordrand des Ortes vorbei. Im Zentrum von Wien kreuzen der in Nord-Süd-Richtung verlaufende County Highway M und der von West nach Ost führende County Highway N. Alle weiteren Straßen sind untergeordnete Landstraßen, teils unbefestigte Fahrwege sowie innerörtliche Verbindungsstraßen.
Der nächste Flughafen ist der Central Wisconsin Airport bei Wausau (40,3 km südöstlich).